# Tzschelln
Tzschelln (obersorbisch Čelno, veraltet Třělno) ist ein ehemaliges Dorf in der Oberlausitz, 10 km südwestlich von Weißwasser. Der an der Spree zwischen Neustadt/Spree und Boxberg gelegene Ort wurde 1979 wegen des Braunkohlenabbaus durch den Tagebau Nochten devastiert. 276 Personen wurden umgesiedelt. Der überwiegende Teil davon zog nach Weißwasser und Schleife.

## Geschichte
Der Ort, der stets zur Standesherrschaft Muskau gehörte, trug verschiedene Bezeichnungen. 1453 wurde der unter dem Namen Czhillen, 1479 unter Tschellen, 1513 unter Schellin und Schelm, 1704 Zscheln, 1791 Zschellen, 1831 Tschelln verzeichnet.
Tzschelln zinste im 15. Jahrhundert – vermutlich zusammen mit Mulkwitz und Mühlrose – den Herren von Pannewitz. Fabian von Schoenaich, der die Herrschaft Muskau zwischen 1551 und 1573 mit Gütern erweiterte, erwarb von den Pannewitzern auch die Ländereien um Mühlrose, Mulkwitz, Tzschelln und die Ruhlmühle, so dass sich das Muskauer Herrschaftsgebiet im Westen bis an die Spree ausdehnte.
Die Filialkirche von Schleife gehörte bis 1588 zum Archidiakonat Oberlausitz unter der Propstei Bautzen. Im Jahr 1588 wurde die Kirche zu Tzschelln mit der Nochtener Kirche verbunden, wobei die Hauptkirche in Tzschelln stand. Seit 1890 war die Kirchgemeinde Sprey nach der Tzschellner Kirche eingepfarrt. Urkundlich belegt ist, dass nach einem Brand (1745) der Turm und das Dach im Jahr 1748 erneuert wurden. Im Jahr 1807 erfolgte eine Wiederherstellung der Kirche von Grund auf. Die Gemeinde feierte deshalb 1907 ein Kirchenjubiläum.
1835 entstand im Ort eine Schule, 1890 eine Pappenfabrik.
Am 27. Februar 1904 kam nach einer Treibjagd unweit des Dorfes ein Wolf, der Tiger von Sabrodt, zur Strecke.
Der Ort gehörte 1908 zum Amtsbezirk Reichwalde und zum Amtsgerichtsbezirk Muskau.
Seit 1816 gehörte Tzschelln zum neugebildeten Landkreis Rothenburg (Ob. Laus.), ab 1952 zum Kreis Weißwasser.
Seit dem 28. Dezember 1910 bestand der Gutsbezirk Kuthen, ein Forst, der aus Teilen der Landgemeinde Tzschelln gebildet wurde. Die Tzschellner Kuthen benannten Parzellen im Umfang von 371 ha gehörten zu der Gemarkung Forst Muskau. Sie wurden am 30. September 1929 in die Landgemeinde Neustadt im Amtsbezirk Burghammer, Kreis Hoyerswerda eingegliedert.
Am 10. Februar 1928 wurde der Amtsbezirk Nochten durch Herauslösung der Landgemeinden Boxberg, Nochten, Tzschelln und Sprey aus dem Amtsbezirk Reichwalde gegründet.
Im Jahr 1936 wurde Tzschelln im Rahmen der Eindeutschung slawischstämmiger Ortsnamen nach einer nahen Anhöhe in Nelkenberg umbenannt. 1947 wurde die Umbenennung wieder rückgängig gemacht.
Seit den 1960er Jahren wurde Tzschelln vom Braunkohleabbau beeinflusst. Im westlichen Teil des Kreises Weißwasser wurde mit dem Tagebau Nochten ein Großtagebau aufgeschlossen, der bis 2038 Kohle abbauen soll.

## Bevölkerung
| Jahr | Einwohner                                   |
| ---- | ------------------------------------------- |
| 1630 | 14 besessene(r) Mann, 10 Häusler            |
| 1777 | 7 besessene(r) Mann, 7 Häusler, 5 Wüstungen |
| 1825 | 174                                         |
| 1871 | 222                                         |
| 1885 | 218                                         |
| 1905 | 236                                         |
| 1925 | 312                                         |
| 1939 | 328                                         |
| 1946 | 308                                         |
| 1950 | 313                                         |
| 1964 | 311                                         |

## Sorbische Sprache
Der Ort Tzschelln gehörte zum sorbischen Sprachgebiet. Der sorbische Sprachforscher Ernst Mucke dokumentierte 1884, dass 90 % (ca. 196 Personen) der Bevölkerung sorbisch sprach. Um 1950 waren es 85 % (ca. 266 Personen). Es gab im Ort nach dem Zweiten Weltkrieg eine Schule der Kategorie B. In diesen wurde Sorbisch als Fremdsprache gelehrt. Möglicherweise wurde in einigen Fächern auch bilingual unterrichtet. In Tzschelln wurde der Nochtener Dialekt gesprochen.

## Waldeisenbahn Muskau
| \| \| \| von Muskau \| \| \| \| \| nach Ziegelei \| \| \| \| \| Weißwasser \| \| \| \| \| Bahnstrecke Berlin–Görlitz \| \| \| \| \| Tiergarten Ost \| \| \| \| \| \| \| \| \| \| Jagdschloss \| \| \| \| \| Ladegleis \| \| \| \| \| \| \| \| \| \| Tzschelln \| \| \| \| \| Ruhlmühle \| \| |  |                            |                            |
| Strecke |  | von Muskau                 | von Muskau                 |
| Abzweig ehemals geradeaus und nach rechts |  | nach Ziegelei              | nach Ziegelei              |
| Dienststation / Betriebs- oder Güterbahnhof (Strecke außer Betrieb) |  | Weißwasser                 | Weißwasser                 |
| Kreuzung geradeaus oben (Strecke geradeaus außer Betrieb) |  | Bahnstrecke Berlin–Görlitz | Bahnstrecke Berlin–Görlitz |
| Bahnhof (Strecke außer Betrieb) |  | Tiergarten Ost             | Tiergarten Ost             |
| Strecke von links (außer Betrieb) · Abzweig geradeaus und nach rechts (Strecke außer Betrieb) |  |                            |                            |
| Kopfbahnhof Streckenende (Strecke außer Betrieb) · Strecke (außer Betrieb) |  | Jagdschloss                | Jagdschloss                |
| Abzweig geradeaus und nach links (Strecke außer Betrieb) |  | Ladegleis                  | Ladegleis                  |
| Abzweig geradeaus und nach links (Strecke außer Betrieb) · Strecke von rechts (außer Betrieb) |  |                            |                            |
| Strecke (außer Betrieb) · Kopfbahnhof Streckenende (Strecke außer Betrieb) |  | Tzschelln                  | Tzschelln                  |
| Kopfbahnhof Streckenende (Strecke außer Betrieb) |  | Ruhlmühle                  | Ruhlmühle                  |

Der Muskauer Standesherr Graf Hermann von Arnim ließ 1895 zur Erschließung der Wälder und Rohstoffvorkommen im Umfeld von Muskau und Weißwasser eine Pferdebahn mit einer Spurweite von 600 mm anlegen. Außerdem sollten damit die entstandenen Industriebetriebe (Braunkohlegruben, Ziegeleien, Sägewerke, Papierfabriken und Glashütten) an das Bahnnetz angeschlossen werden. Schon 1895 wurden die ersten beiden Dampfloks angeschafft. Bis zur Jahrhundertwende wuchs das Gleisnetz auf etwa 50 km. Ein Zweig der Strecke von Weißwasser zur Ruhlmühle führte bis nach Tzschelln.

## Devastierung
Der Ort musste in den 1970er Jahren dem fortschreitenden Tagebau Nochten weichen. Er wurde in mehreren Etappen abgerissen. Der Tzschellner Ausbau mit 18 Wirtschaften wurde in den Jahren 1972 und 1973 umgesiedelt. Die weitere Beräumung wurde 1976 abgeschlossen. Es mussten zuletzt 195 Umsiedler den Ort verlassen. Formal wurde der Ort 1977 nach Weißwasser eingemeindet. Die Fachwerkkirche wurde 1978 gesprengt. An den Ort erinnert heute an historischer Stätte eine Gedenktafel.

## Bedeutende Persönlichkeiten
- Hendrich Jordan (1841–1910), sorbischer Lehrer, Schriftsteller und Volkskundler